# Haller-Organ
Das Haller-Organ oder Hallersche Organ ist ein besonderes Sinnesorgan an den Vorderbeinen von Zecken (Ixodidae), das verschiedene haarförmige Sensillen enthält, die u. a. spezifische Chemorezeptoren tragen. Es kann insbesondere chemische Verbindungen detektieren, die auf die Nähe eines potentiellen Wirtes schließen lassen, und dient so der Wirtsfindung. Das Organ ist bei allen Zeckenarten in allen Entwicklungsstadien vorhanden.

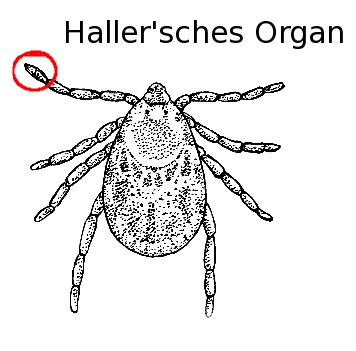
Position des Haller-Organs am ersten Tarsenglied

Es ist benannt nach dem Schweizer Privatdozenten für Zoologie Gottfried Haller (1853–1886), der es 1881 entdeckte und mutmaßte, es sei ein Gehörorgan.

## Morphologie
Das Organ befindet sich an der Oberseite des Tarsus, dem letzten Beinsegment des ersten Beinpaars (Vorderbeine). Es besteht aus jeweils zwei benachbarten Strukturen.

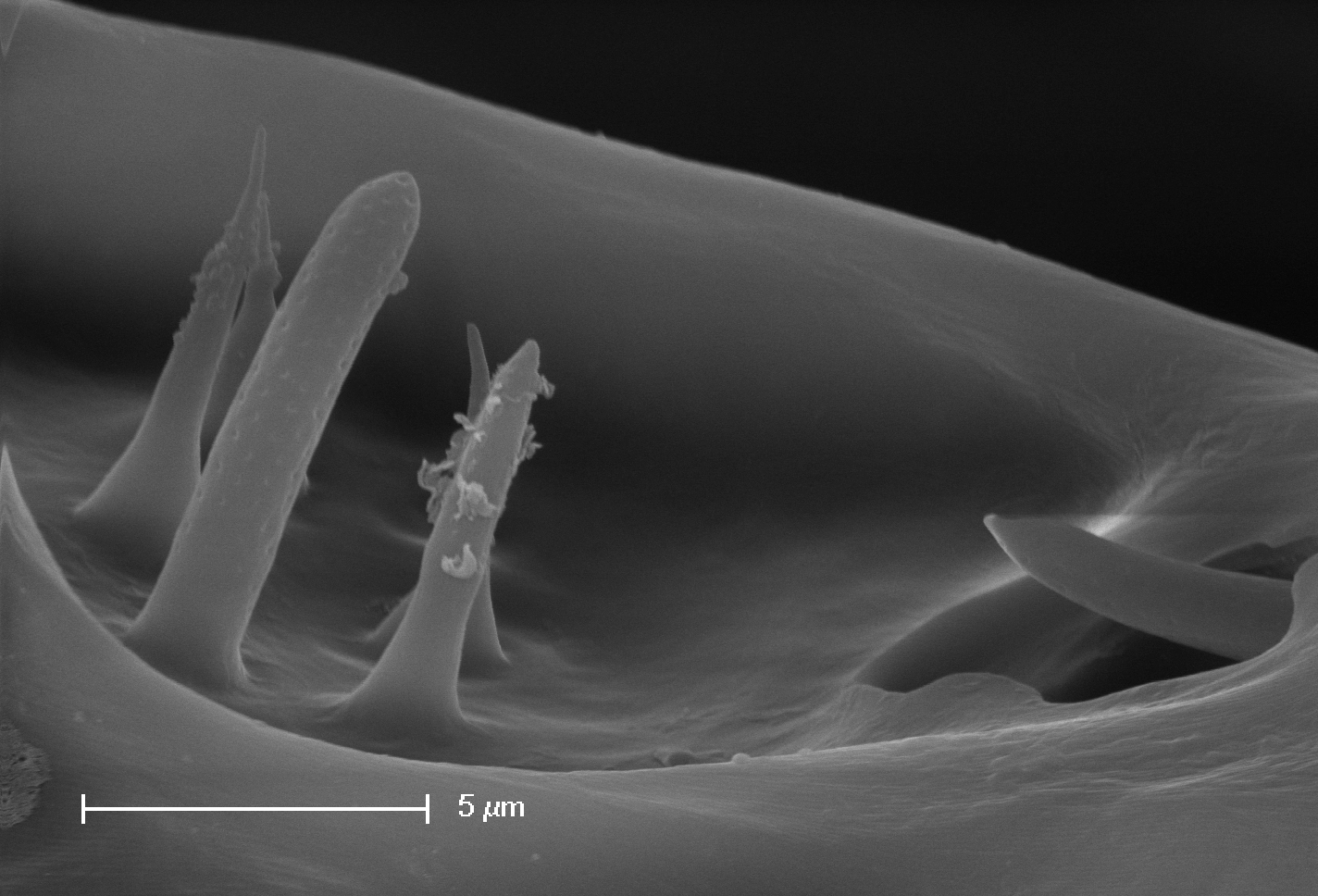
Elektronenmikroskopische Aufnahme des Haller-Organ einer Nymphe von Ixodes ricinus

Vorne (distal) am Tarsus befindet sich zum einen eine langgestreckte, mehr oder weniger stark eingetiefte Grube. Dahinter (proximal) liegt eine stark verhärtete (sklerotisierte) hohle Kapsel, die über eine Lücke im Chitinpanzer nach außen geöffnet ist. Von außen sichtbar ist vielfach nur die Öffnung auf einer kuppelförmigen Verdickung, die aus dem Oberteil der Kapsel besteht. Bei manchen Gattungen wie Ixodes kann die Öffnung aber recht weit sein, sodass weite Anteile der Kapselinnenseite sichtbar sind. Sowohl in der Grube wie auch innerhalb der Kapsel befindet sich eine (artspezifisch unterschiedliche) Anzahl haarähnlicher Gebilde, Sensillen, die Sinneszellen enthalten. Die Zahl an Haaren beträgt typischerweise zwischen 15 und 20, davon sind 6 oder 7 frei sichtbar innerhalb der Grube. Die Haarsensillen der Kapsel können teilweise nach außen ragen. Ihre Anordnung in der Kapsel dient vermutlich dem Schutz gegen mechanische Beschädigung, sie schützt auch vor Austrocknung.
Die meisten Sinneshaare in der Kapsel sind mit einer Vielzahl kleiner Öffnungen versehen. Diese Poren an der Oberfläche der Sensillen lassen bereits die Funktion als ein Sinnesorgan mit Chemosensoren vermuten. Flüchtige Substanzen aus der Umgebung können durch die Poren in den hohlen Innenraum (Lumen) eines Sensillums diffundieren. Darin befindet sich eine Ansammlung von Rezeptorneuronen, die olfaktorische Reize erkennen und weiterleiten können. Doch nicht alle Sinneshaare der distalen Grube haben Poren; möglicherweise dienen einige eher als Feuchterezeptoren.
Neben dem Hallerschen Organ besitzen Zecken eine Reihe weiterer chemorezeptorischer Sinneshaare, die auf den Tastern (Palpen) seitlich der Mundwerkzeuge und den beiden vorderen Beinpaaren sitzen. Verglichen mit blutsaugenden Insekten ist ihre Anzahl bei diesen Milben gering. Die Gesamtzahl der Chemorezeptoren in allen tarsalen Sinnesorganen liegt bei Zecken kaum höher als etwa 100.

## Sensorik
Die Rezeptoren ermöglichen es der Zecke, chemische Verbindungen wie Kohlendioxid, Ammoniak, Schwefelwasserstoff und eine Vielzahl organischer Komponenten wie z. B. Benzaldehyd wahrzunehmen, die im Atem oder Schweiß ihrer Wirtsarten vorkommen. Dabei besitzen verschiedene Rezeptoren unterschiedliche Zielmoleküle und Empfindlichkeiten. Phenolrezeptoren erkennen Phenolverbindungen wie o-Chlorphenol, o-Bromphenol, o-Methylphenol und einige Derivate; Lactonrezeptoren erkennen γ-Valerolacton. Sensillen mit Empfindlichkeit gegenüber Buttersäure kommen vor, dieser Sinn ist aber weit weniger ausschlaggebend für die Wirtsfindung, als nach Pionieruntersuchungen (vor den 1950er Jahren) angenommen worden war.
Die Zecke ist wahrscheinlich in der Lage, mögliche Wirte über weite Entfernungen (10–15 m) wahrzunehmen. Bei der tropischen Rinderzecke Amblyomma variegatum dient das Organ auch zur Wahrnehmung eines Aggregations-Pheromons. Dieses geben Männchen ab, sobald sie einen Wirt gefunden haben, sie dienen damit den Weibchen und den übrigen Tieren als eine Art „Pfadfinder“. Als eine der Komponenten des Pheromons konnte 2-Nitrophenol identifiziert werden.